# Pteropus howensis
Pteropus howensis är en däggdjursart som beskrevs av Ellis Le Geyt Troughton 1931. Pteropus howensis ingår i släktet Pteropus och familjen flyghundar. IUCN kategoriserar arten globalt som otillräckligt studerad. Inga underarter finns listade.
Denna flyghund förekommer på atollen Ontong Java som tillhör Salomonöarna. Även på atollen Nukumanu i samma region hittades flyghundar som kanske tillhör denna art.